# Arizelana
Arizelana is een geslacht van vlinders van de familie bladrollers (Tortricidae), uit de onderfamilie Tortricinae.

## Soorten
- A. bibatrix Diakonoff, 1953
- A. margaritobola Diakonoff, 1953
- A. pyroplegma Diakonoff, 1953